# 奥利瓦条约

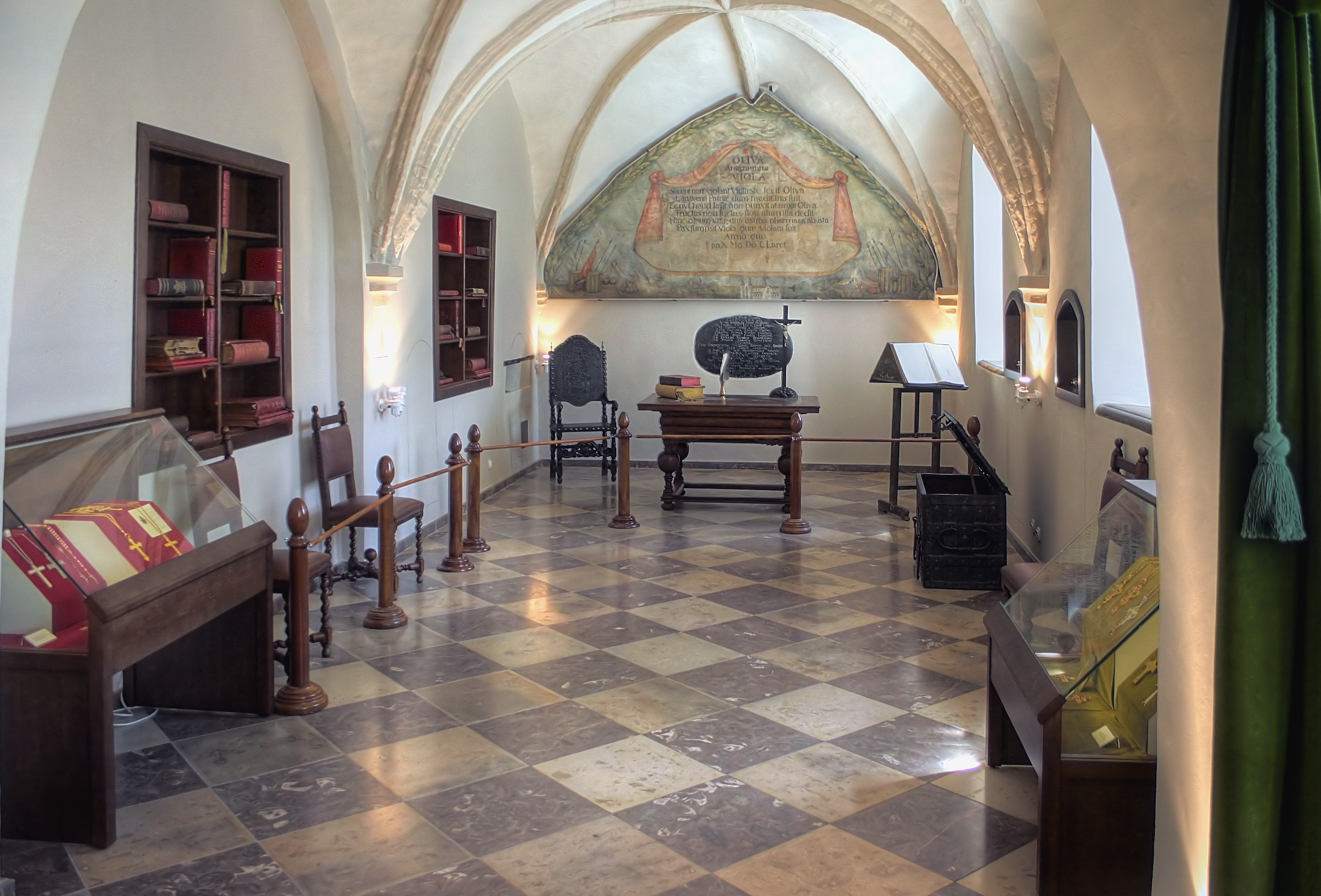
签订条约的奥利瓦修道院内室

《奥利瓦条约》，也称《奥利瓦和约》，于1660年4月23日在波蘭立陶宛聯邦王家普鲁士省但泽附近的奥利瓦签署，签署方包括神圣罗马帝国皇帝利奥波德一世、勃兰登堡-普鲁士选帝侯腓特烈·威廉、瑞典国王卡尔十世和波兰国王约翰二世。

## 内容
条约中，约翰二世宣布放弃对瑞典王位的要求，同时放弃利沃尼亚和里加，上述地区自1620年代后被瑞典控制。条约解决了自齐格蒙特战争（1598年-1599年）、波兰-瑞典战争（1600年-1629年）、北方战争（1655年-1660年）以来瑞典和波兰之间一直持续的战争状态。
条约还确认霍亨索伦家族拥有曾是波兰附庸的普鲁士公国的完全主权，但如果霍亨索伦家族被结束其统治，则普鲁士仍归波兰王室拥有。

## 意义
《奥利瓦条约》和同年《哥本哈根条约》的签署代表瑞典帝国的实力达到顶峰。